# رومان مارتينيز (كرة سلة)
رومان مارتينيز (بالإسبانية: Román Eduardo Martínez)‏ (بالإنجليزية: Román Martínez)‏ مواليد 5 مارس 1988، هو لاعب كرة سلة مكسيكي يلعب في الدوري المكسيكي لكرة السلة ويحمل الرقم 30. يبلغ طوله 6 قدم 7 بوصة (2.0 م).

## فرق لعب لها
- سي بي غران كناريا

## الميداليات
| الميدالية | المسابقة                             |
| --------- | ------------------------------------ |
| ذهبية     | بطولة أمم الأمريكتين لكرة السلة 2013 |

## روابط خارجية
- رومان مارتينيز على موقع الاتحاد الدولي لكرة السلة (الإنجليزية)
- رومان مارتينيز على موقع الدوري الإسباني لكرة السلة (الإسبانية)
- رومان مارتينيز على موقع كرة السلة الأوروبية.كوم (الإنجليزية)
- رومان مارتينيز على موقع كلية كرة السلة في سبورتس رفرنس.كوم (الإنجليزية)
- رومان مارتينيز على موقع ريلجم (الإنجليزية)
- رومان مارتينيز على موقع بروبوليرز (الإنجليزية)
- رومان مارتينيز على موقع سبورتس رفرنس (الإنجليزية)